# 論欽陵
噶尔·欽陵赞卓（藏語：མགར་ཁྲིང་འབྲིང་བཙན་བྲོད་，威利转写：mgar khri vbring btsan brod，THL：Gar Trinring Tsendro，？—699年），吐蕃帝国早期著名政治、军事人物，曾任大论一职。在汉文史籍中，《旧唐书》以論欽陵或钦陵称之，《资治通鉴》称之为起政，皆译自藏语“བློན་ཁྲི་འབྲིང”（Lon Trinring），意为“贵族钦陵”。

## 生平
论钦陵出生在吐蕃世袭貴族噶尔氏的家族中，其父祿東贊为吐蕃帝国的建立和扩张立下了巨大功劳，并担任吐蕃大贡论一职 。667年（唐高宗乾封二年），禄东赞在从吐谷浑返回逻些城的途中去世，由论钦陵继之管理吐谷浑一带。与此同时，吐蕃的赞普芒松芒赞任命论钦陵的哥哥噶尔·赞悉若多布（藏語：མགར་བཙན་སྙ་ལྡོབ་བུ།，即汉文文献中的「赞悉若」）继任大相（大贡论）一职，由另一位大臣韦·松囊（藏語：དབའས་སུམ་སྣང་།）担任副相。论钦陵的几个弟弟也都把持着各地的兵权。不久韦·松囊逝世，噶尔氏家族把持着吐蕃的政治和军事大权，权倾一时。
而在禄东赞与论钦陵的苦心经营下，吐谷浑各部于668年第一次派人朝见吐蕃赞普，吐蕃也从这一年起开始向吐谷浑征收税收。吐蕃对吐谷浑的统治趋于稳定。
咸亨元年（670年）四月，吐蕃军队攻占安西四镇。安西四镇的沦陷使唐朝西部边境受到了严重威胁，于是唐高宗以大将薛仁贵为逻逤道行军大总管，以阿史那道真、郭待封为副将，假借护送吐谷浑国王诺曷钵回国为名义，率兵十万征伐吐蕃，试图一举攻灭吐蕃的势力。唐军兵至大非川（今青海省共和县西南的切吉草原）一带，薛仁贵留郭待封部于此地看守粮草，薛本人率精兵袭击乌海（今青海省兴海县西南的苦海）。论钦陵以诱敌深入的计策诱使薛仁贵进军，自己则率蕃军袭击大非川，夺取了唐军所有粮草。薛仁贵闻讯回军支援，钦陵集兵四十万围之，唐军 “死伤略尽”，薛仁贵等三人仅以身免。这就是著名的大非川之战。这场战斗使论钦陵威名远扬，而唐军的主将薛仁贵则因此被贬为庶民。
673年，赞悉若与论钦陵主持吐蕃的集会，开始整治吐蕃的牧场，并向各地征兵。在673年至675年这段时间里，吐蕃致力于整顿内政，而唐朝也趁机收复了安西四镇。
676年，突厥各部反叛唐朝的消息传到吐蕃后，芒松芒赞派遣赞悉若攻打安西四镇，而论钦陵则前往吐谷浑攻打唐朝西部边境。但是就在这一年芒松芒赞去世了，年幼的赤都松赞继位。这时期的吐蕃发生了一系列叛乱，因此蕃军暂停了对唐朝的进攻。
678年（儀鳳三年），唐高宗任命李敬玄為諸軍大總管，論欽陵對峙於青海湖一帶。七月，雙方發生青海之戰，唐將劉審禮中吐蕃誘敵之計孤軍深入，於九月全軍覆沒，李敬玄狼狈却走，钦陵指挥蕃兵从高岗往下压，唐军左领军员外黑齿常之率五百人乘夜袭击吐蕃营寨，惊退蕃军，論欽陵引兵退，李敬玄才得以逃归。唐廷派监察御史娄师德出使吐蕃讲和。679年，在解除了内忧外患之后，吐蕃与唐朝达成和解，论钦陵遣使向唐朝通报了芒松芒赞的死讯。
682年，吐蕃军攻打唐朝西境，被唐将娄师德击败于白水涧，大败而归。685年，吐蕃发生内乱，大贡论赞悉若被噶尔·芒辗达乍布（藏語：མགར་མང་ཉེན་སྟག་ཙབ།）攻杀于苏毗。论钦陵得知后，出兵攻灭芒辗达乍布。赤都松赞任命为大贡论，其弟赞婆（噶尔·政赞藏顿，藏語：མགར་འབྲིང་ཅན་ཅང་མྟོང།））亦授贡论之职，同时执掌大权。687年，论钦陵与弟弟悉多（噶尔·达古日耸，藏語：མགར་སྟ་གུ་རི་ཟུམ།）一起平定了大藏（藏語：རྩང་ཆེན།）的叛乱，又于690年整顿内政，确立红册户籍制度。与此同时，论钦陵还于689年在西域击退由韦待价率领的唐军。
连年的战争使吐蕃的一些属国感到不满，一些酋长策划投奔唐朝。692年，武周女皇帝武则天再遣王孝杰出征安西四镇，与西突厥敦叶护可汗阿史那俀子以及吐蕃的论钦陵、勃论赞刃（噶尔·赞辗恭顿，藏語：མགར་བཙན་ཉེན་གུང་སྟོན།）、悉多于等人大战，最终王孝杰获得了胜利。694年王孝杰再破蕃军，勃论赞刃与敦叶护可汗逃归吐蕃，悉多于在逃跑中为粟特人俘虏。久已不满噶尔氏专权的赤都松赞，当即以战败为名，下令诛杀了勃论赞刃。
而武周在西域的大捷也是武则天萌生了彻底击溃吐蕃的念头。696年（武则天万岁通天元年）三月，武则天派遣王孝杰、娄师德再次讨伐吐蕃。论钦陵同弟赞婆统兵，在洮州（今甘肃临潭县）的素罗汗山（藏語：སྟག་རི།）与周军展开决战，论钦陵大破周军。
由于互有胜负，双方决定用谈判的方式解决冲突，武则天派郭元振出使吐蕃，至论钦陵军中谈判。论钦陵要求武周势力撤离西突厥，郭元振则要求吐蕃撤出吐谷浑，最终双方无果而终。
经过了一系列的战斗，噶尔氏一族的威望已经远远超过吐蕃的赞普一族，赤都松赞与论钦陵之间的矛盾也越来越深。699年（ 圣历二年）二月，钦陵正统兵驻扎于吐谷浑，赤都松赞与大臣论岩合谋，以狩猎为名义纠集大军，捕杀其党两千余人，并下令论钦陵回朝。论钦陵知大事不妙，举兵抗命，未战而溃，自杀身亡。

## 后事
论钦陵死后，吐蕃内无谋臣，外无良将，在与武周的数次战斗中皆失利，赤都松赞不得不向武周求和。同年四月，论钦陵之弟赞婆与论钦陵之子论弓仁（即噶尔·莽布支，藏語：མགར་མང་བུ་རྗེ་）一起，率部千餘人归附武周。武则天得知此事后大喜，封赞婆为「特进、辅国大将军、归德郡王」，封论弓仁为「左羽林大将军、安国公」，皆赐铁券，驻守凉州的洪源谷（在昌松县附近），成为武周在西域的得力干将。
论弓仁的后代改用汉名，成为「论姓」的始祖。

## 脚注
1. ↑  有部分汉文文献称论钦陵是禄东赞的孙子。但根据敦煌出土的藏文文献《大事记年》记载，论钦陵实是禄东赞的次子。
2. 1 2  《吐蕃史稿》89~90页
3. ↑  《敦煌藏文吐蕃文献译注》，黄布凡、马德著，甘肃教育出版社，2000年出版，148页
4. ↑  逻逤即今拉萨，是当时吐蕃的都城。从唐军主将的名号上可以看出，唐军此次出兵的目的是为了一举攻灭吐蕃。（《吐蕃史稿》90页）
5. ↑  《吐蕃史稿》90~91页
6. 1 2 3  《新唐书·吐蕃传 （页面存档备份，存于）》
7. ↑  《旧唐书·薛仁贵传》
8. ↑  690年，武则天代唐称帝，改国号为周，史称武周。
9. ↑  此次辩论的内容在汉文文献《新唐书·吐蕃传》以及《通典》中有记载；而在敦煌出土的藏文文献中也有相关内容，但武周方面的人物却被记载为王孝杰。（《吐蕃史稿》99页）